# ساکوکو

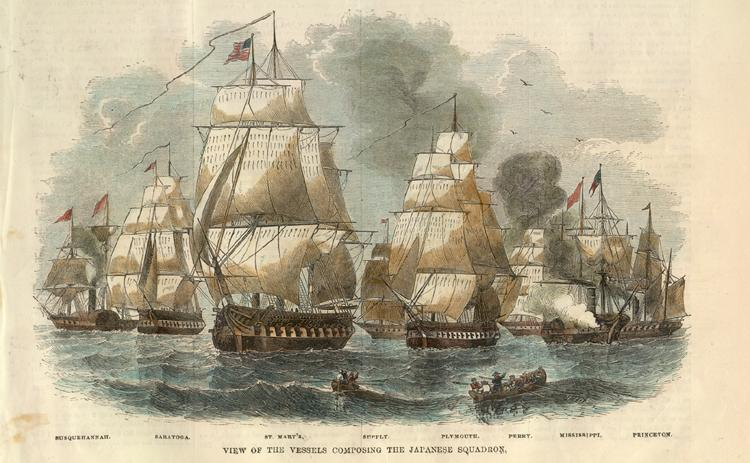
ناوگان دریایی دریادار متیو پری به هنگام دیدار دوم از ژاپن، ۱۸۵۴

ساکوکو (به ژاپنی: 鎖国 Sakoku) سیاست خارجی ژاپن رایج‌ترین نام برای سیاست خارجی ژاپن است که تحت آن، در طول دوره ادو (از ۱۶۰۳ تا ۱۸۶۸)، روابط و تجارت بین ژاپن و سایر کشورها به شدت محدود شد و تقریباً ورود همه اتباع خارجی به ژاپن ممنوع شد، در حالی که از خروج مردم عادی ژاپن از کشور جلوگیری می‌شد. این سیاست توسط دولت شوگون‌سالاری (شوگون) تحت توکوگاوا ایه‌میتسو از طریق تعدادی فرمان و سیاست از سال ۱۶۳۳ تا ۱۶۳۹ وضع شد. اصطلاح sakoku از اثر خطی Sakoku-ron (鎖國論) که توسط ستاره‌شناس و مترجم ژاپنی شیزوکی تادائو در سال ۱۸۰۱ نوشته شده است، سرچشمه می‌گیرد. شیزوکی این کلمه را هنگام ترجمه آثار مسافر آلمانی قرن هفدهم انگلبرت کمپفر یعنی کتاب او با عنوان «تاریخ ژاپن» که پس از مرگش در سال ۱۷۲۷ منتشر شد، اختراع کرد.
ژاپن تحت سیاست sakoku کاملاً منزوی نبود. Sakoku سیستمی بود که در آن مقررات سختگیرانه ای در مورد تجارت و روابط خارجی توسط شوگون‌سالاری و برخی حوزه‌های فئودالی (هان (ژاپن) وضع می‌شد. تجارت گسترده‌ای با دودمان چینگ از طریق بندر ناگاساکی، در منتهی الیه غرب ژاپن، با یک منطقه مسکونی برای چینی‌ها وجود داشت. این سیاست بیان می‌کرد که تنها اروپا نفوذ مجاز کمپانی هند شرقی هلند کارخانه (منطقه بازرگانی) در دجیما در ناکازاکی بود. نوآوری‌های علمی، فنی و پزشکی غربی از طریق رانگاکو ("آموزش هلندی") به ژاپن سرازیر شد. تجارت با پادشاهی چوسان محدود به قلمرو تسوشیما (امروز بخشی از استان ناگاساکی) و واکان در چوریانگ (بخشی از بوسان کنونی) بود. همچنین مبادلات دیپلماتیک از طریق چوسان تونگسینسا از کره انجام شد. تجارت با قوم آینو (ژاپن) محدود به منطقه ماتسومائه در هوکایدو بود، و تجارت با پادشاهی ریوکیو در قلمرو ساتسوما (استان کاگوشیما کنونی) انجام می‌شد.
جدا از این تماس‌های تجاری مستقیم در استان‌های پیرامونی، کشورهای تجاری مأموریت‌های منظمی را به شوگون در ادو و در قلعه اوساکا فرستادند.
این سیاست پس از ۱۸۵۳ به پایان رسید، زمانی که اردوکشی ناخدا پری توسط متیو سی. پری اردوکشی ناخدا پری را از طریق یک سری معاهده نابرابر به نام عهدنامه کاناگاوا به تجارت آمریکایی (و در نتیجه غربی) وادار کرد.
ساکوکو به معنی کشور بسته یا در ترجمه واژه به واژه به معنای کشور در زنجیر یا با ارفاق بسیار سیاست درهای بسته، سیاستی بود که در ژاپن در دوره ادو از سوی استبداد نظامی توکوگاوا اعمال می‌شد و هدف آن محدود و ممنوع کردن ارتباط و تجارت مردمان کشور ژاپن با اتباع خارجی بود. دستورها و سیاست‌های ساکوکو از ۱۶۳۳ تا ۱۶۳۹ تعیین شدند. ورود خارجی‌ها و خروج ژاپنی‌ها می‌توانست مجازات مرگ را در پی داشته باشد. با این حال ساکوکو به معنی انزوای مطلق ژاپن نبود. اطلاعات مورد نیاز از طریق پادشاهی ریوکیو و دودمان جوسان به کشور وارد می‌شد. از لحاظ اقتصادی نیز علاوه بر دو منبع ذکر شده، ژاپن در جزیره مصنوعی دجیما واقع در ناگاساکی با هلند، در همان استان ناگاساکی با چین و کره و در هوکایدو با مردم آینو داد و ستد داشت.

## دلیل منطقی
هیچ کشتی ژاپنی… و هیچ بومی ژاپنی حق خروج از کشور را ندارد؛ هر کسی که خلاف این عمل کند، خواهد مرد و کشتی با خدمه و کالاهای داخل آن تا دستورهای بعدی توقیف خواهد شد. همه افرادی که از خارج از کشور بازگردند، اعدام خواهند شد. هر کسی که یک کشیش مسیحی را پیدا کند، ۴۰۰ تا ۵۰۰ ورق نقره پاداش خواهد گرفت و برای هر مسیحی به نسبت آن پاداش داده خواهد شد. همه نانبان‌ها (پرتغالی‌ها و اسپانیایی‌ها) که آموزه‌های کاتولیک‌ها را تبلیغ می‌کنند یا این نام ننگین را دارند، در اونرا (Onra) یا زندان عمومی شهر زندانی می‌شوند. تمام نژاد پرتغالی‌ها به همراه مادران، پرستاران و هر آنچه که متعلق به آنهاست، به ماکائو تبعید می‌شوند. هر که جرئت کند نامه‌ای از خارج بیاورد، یا پس از تبعید بازگردد، با خانواده‌اش خواهد مرد؛ همچنین هر که جرئت کند برای او شفاعت کند، به مرگ محکوم خواهد شد. هیچ اشراف‌زاده یا سربازی نباید از خارجی چیزی بخرد.

به‌طور مرسوم، تصور می‌شود که شوگون‌سالاری سیاست ساکوکو را به منظور حذف نفوذ استعماری و مذهبی عمدتاً امپراتوری اسپانیا و پادشاهی پرتغال، که تهدیدی برای ثبات شوگون‌سالاری و صلح در مجمع‌الجزایر تلقی می‌شدند، اعمال و اجرا کرد. افزایش تعداد نوکیشان کلیسای کاتولیک در جنوب ژاپن (عمدتاً کیوشو) عنصر مهمی از آن چیزی بود که به‌عنوان یک تهدید تلقی می‌شد. بر اساس کارهایی که مورخان ژاپنی در دهه ۱۹۷۰ انجام دادند، برخی از محققان این دیدگاه را به چالش کشیده‌اند و معتقدند که این تنها توضیحی جزئی از واقعیت سیاسی است.
انگیزه‌های تقویت تدریجی ممنوعیت‌های دریایی در اوایل قرن هفدهم را باید در چارچوب دستور کار داخلی توکوگاوا باکوفو در نظر گرفت. یکی از عناصر این دستور کار، کسب کنترل کافی بر سیاست خارجی ژاپن بود تا نه تنها صلح اجتماعی را تضمین کند، بلکه برتری توکوگاوا را بر سایر اربابان قدرتمند در کشور، به ویژه دایمیوهای توزاما حفظ کند.
این دایمیوها در طول دوره سنگوکو از ارتباطات تجاری شرق آسیا برای سودآوری استفاده کرده بودند، که به آنها اجازه می‌داد قدرت نظامی خود را نیز افزایش دهند. با محدود کردن توانایی دایمیو برای تجارت با کشتی‌های خارجی که به ژاپن می‌آمدند یا دنبال کردن فرصت‌های تجاری در خارج از کشور، توکوگاوا باکوفو می‌توانست اطمینان حاصل کند که هیچ‌کدام به اندازه کافی قدرتمند نخواهند شد تا برتری باکوفو را به چالش بکشند. این با منطق مورد توافق عمومی برای اجرای سیستم حضور متناوب یا سانکین کوتای توسط توکوگاوا سازگار است.
هدایت تجارت عمدتاً از طریق ناگاساکی، که در سال ۱۵۸۷ تحت کنترل تویوتومی هیده‌یوشی قرار گرفت، باکوفو را قادر می‌سازد، از طریق مالیات و عوارض، خزانه‌داری خود را تقویت کند. این موضوع کوچکی نبود، زیرا فقدان ثروت هم شوگون‌سالاری کاماکورا قبلی و هم شوگون‌سالاری آشیکاگا را از راه‌های مهمی محدود کرده بود. می‌توان گفت تمرکز بر حذف نفوذ غرب و مسیحیت از مجمع‌الجزایر ژاپن به عنوان محرک اصلی kaikin تا حدودی خوانشی اروپامحوری از تاریخ ژاپن است، اگرچه این یک برداشت رایج است.
با این وجود، مسیحیت و دو قدرت استعماری که بیشترین ارتباط را با آن داشتند، توسط توکوگاوا باکوفو به عنوان تهدیدهای واقعی دیده می‌شدند. هنگامی که بقایای خاندان تویوتومی در سال ۱۶۱۵ شکست خوردند، شوگون توکوگاوا هیده‌تادا و همچنین پدر بازنشسته اما همچنان بانفوذش، توکوگاوا ایه‌یاسو، توجه خود را به تنها چالش معتبر باقی مانده برای برتری توکوگاوا معطوف کردند. چالش‌های مذهبی علیه اقتدار مرکزی توسط باکوفو جدی گرفته می‌شد، زیرا چالش‌های کلیسایی توسط راهبان بودایی مسلح در دوره سنگوکو رایج بود. امپراتریس میشو (حکومت: ۱۶۲۹–۴۳) نیز وقتی شنید که اسپانیایی‌ها و پرتغالی‌ها چگونه به جهان جدید حمله و آن را استعمار می‌کنند، دچار تردیدهای شدیدی شد و فکر کرد که ژاپن به زودی به یکی از کشورهای متعدد تحت تصرف آنها تبدیل خواهد شد.

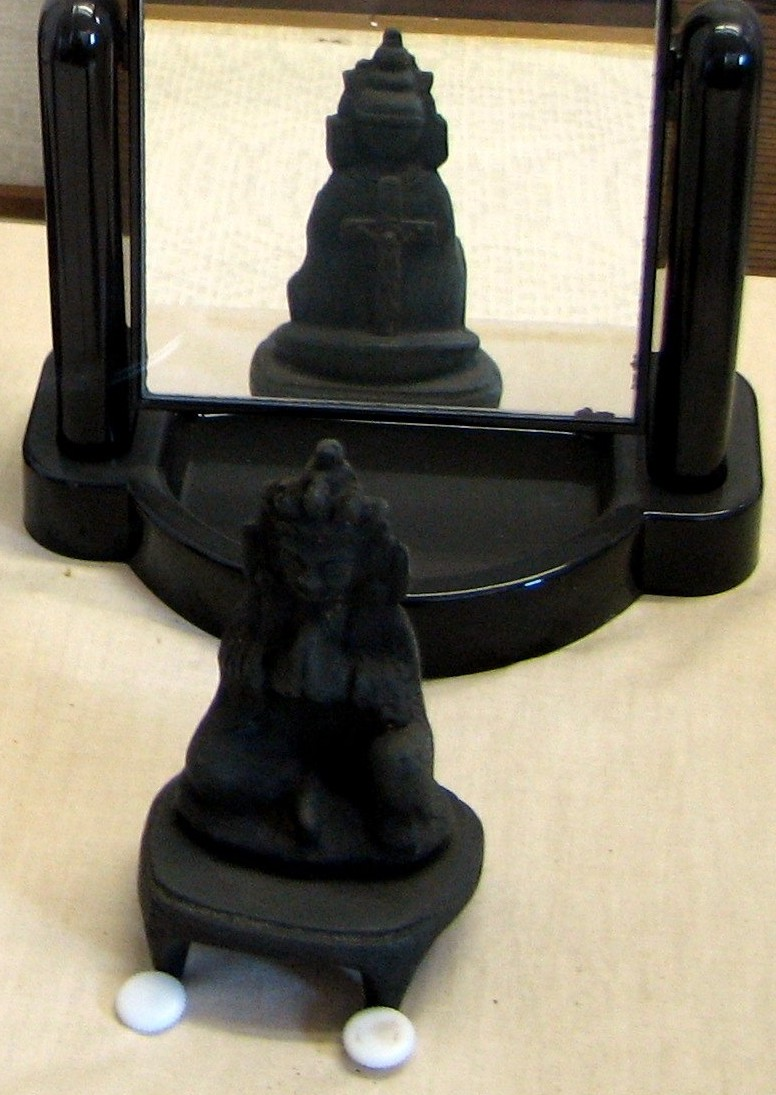
مجسمه بودایی با یک صلیب پنهان در پشت، که توسط مسیحیت در ژاپن برای پنهان کردن باورهای واقعی خود استفاده می‌شود.

پروتستانتیسم مردم انگلستان و مردم هلندی این تصور را با متهم کردن مبلغان اسپانیایی‌ها و مردم پرتغال به گسترش سیستماتیک دین، به عنوان بخشی از سیاست ادعایی تسلط فرهنگی و استعمار بر کشورهای آسیایی، تقویت کردند. ژاپنی‌ها عموماً هلندی‌ها و انگلیسی‌ها را کشورهایی می‌دانستند که می‌توانند دین و تجارت را از هم جدا کنند، در حالی که همتایان شبه‌جزیره ایبری آنها با سوء ظن بسیار به آنها نگاه می‌کردند. هلندی‌ها که با اسپانیایی‌ها در جنگ بودند و مشتاق بودند تجارت را از اسپانیایی‌ها و پرتغالی‌ها به دست بگیرند، مشکلی برای تقویت این دیدگاه نداشتند.
تعداد مسیحیان در ژاپن به دلیل تلاش‌های مبلغان مذهبی، مانند فرانسیسکو خاویر و نوکیشان دایمیو به‌طور پیوسته در حال افزایش بود. گفته می‌شود محرک مستقیمی که باعث تحمیل ساکوکو شد، شورش شیمابارا در سال‌های ۱۶۳۷–۱۶۳۸ بود، قیامی با حضور ۴۰٬۰۰۰ دهقان عمدتاً مسیحی. در پی این شورش، شوگون‌سالاری مبلغان مذهبی را به تحریک شورش متهم کرد، آنها را از کشور اخراج کرد و این دین را به شدت ممنوع و مجازات مرگ را برای آنها در نظر گرفت. مسیحیان ژاپنی باقی مانده، که عمدتاً در ناگازاکی بودند، جوامع زیرزمینی تشکیل دادند و مسیحیان پنهان نامیده شدند.
تمام ارتباطات با جهان خارج به شدت توسط شوگون‌سالاری یا توسط حوزه‌های (تسوشیما، ماتسومائه و ساتسوما) که به این وظیفه اختصاص داده شده بودند، تنظیم می‌شد. به بازرگانان هلندی اجازه داده شد تا تنها با موافقت عدم مشارکت در فعالیت‌های تبلیغی، به تجارت در ژاپن ادامه دهند. امروزه، درصد مسیحیان جمعیت (۱٪) در ژاپن بسیار کمتر از سایر کشورهای شرق آسیا مانند چین (۳٪)، ویتنام (۷٪) و کره جنوبی (۲۹٪) است.

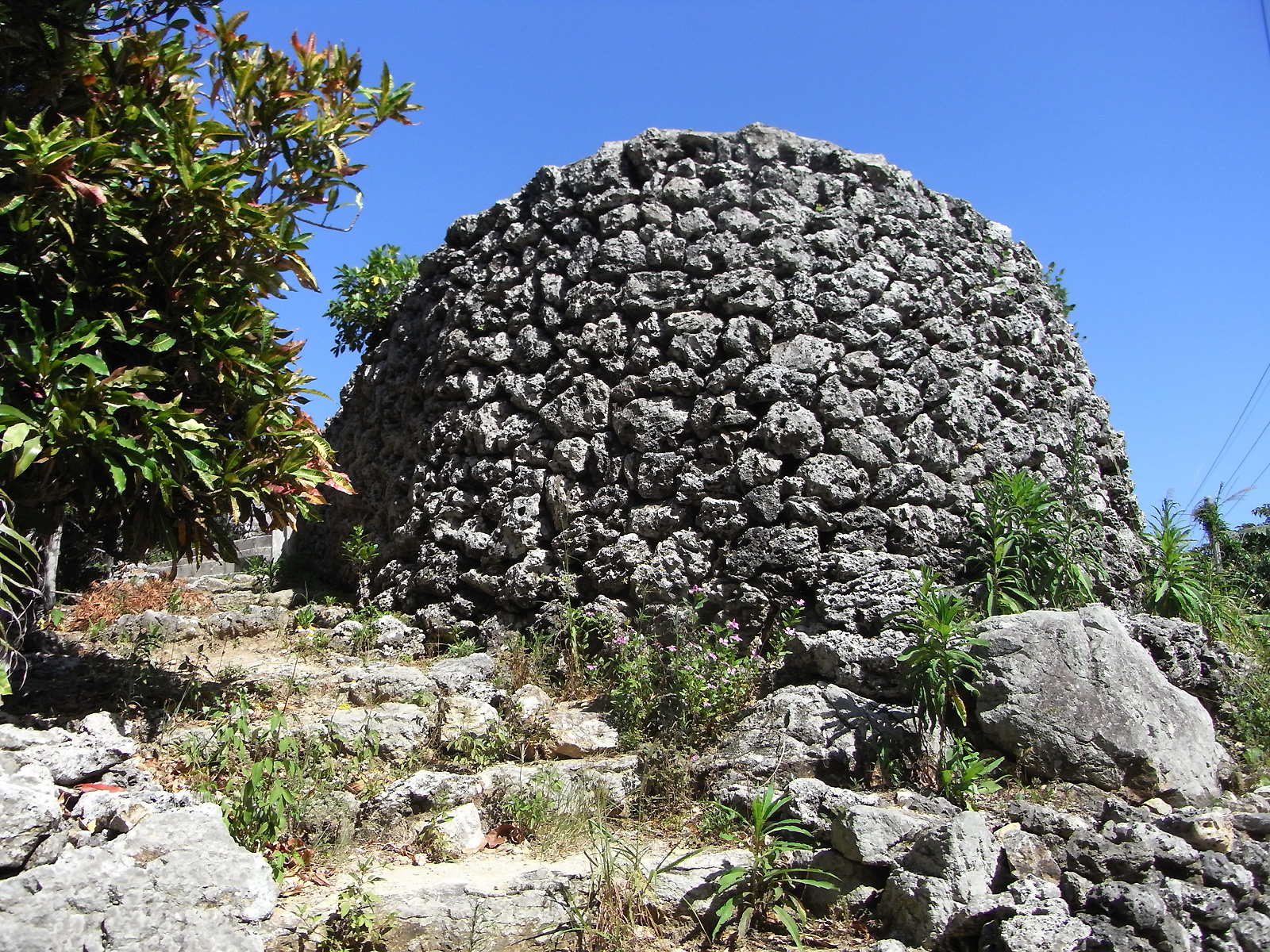
یک چراغ دریایی در جزیره تاکه‌تومی، یکی از برج‌های دیده‌بانی ساکیشیما ساخته شده در سال ۱۶۴۴ برای نظارت بر حمل و نقل خارجی

سیاست ساکوکو همچنین راهی برای کنترل تجارت بین ژاپن و سایر کشورها و همچنین تثبیت جایگاه جدید خود در سلسله مراتب شرق آسیا بود. توکوگاوا قصد داشت سیستم بین‌المللی کوچک خود را ایجاد کند که در آن ژاپن بتواند به تجارت کالاهای اساسی مانند دارو دسترسی داشته باشد و به اطلاعات ضروری در مورد اتفاقات چین دسترسی پیدا کند، در حالی که از پذیرش جایگاه تابع در سیستم باج‌گذاری چین اجتناب می‌کرد.
روابط دیپلماتیک رسمی سازنده ژاپن با پادشاهی چوسان کره اجازه داد تا سفارتخانه‌های معمولی (چوسان تونگسینسا) توسط کره به ژاپن اعزام شوند. همراه با تجارت سریع بین قلمرو تسوشیما و کره، و همچنین حضور ژاپنی‌ها در بوسان واکان، ژاپن توانست به پیشرفت‌های فرهنگی، فکری و فناوری چین در سراسر دوره ادو دسترسی پیدا کند. در زمان انتشار سخت‌ترین نسخه‌های ممنوعیت‌های دریایی، [دودمان مینگ] کنترل بسیاری از چین را از دست داده بود و برای ژاپن غیرضروری و شاید نامطلوب بود که روابط دیپلماتیک رسمی با دولت‌های مینگ یا دودمان چینگ را در حالی که موضوع امپراتوری غیرقانونی بود، دنبال کند.
ژاپن می‌توانست کالاهای وارداتی مورد نیاز خود را از طریق تجارت واسطه‌ای با هلندی‌ها و از طریق جزایر ریوکیو به دست آورد. ژاپنی‌ها در واقع حاکمان پادشاهی ریوکیو را تشویق می‌کردند که رابطه خراجگزارانه خود را با چین حفظ کنند، اگرچه خاندان شیمازو مخفیانه نفوذ سیاسی زیادی در جزایر ریوکیو ایجاد کرده بود. سلسله چینگ پس از شکست وفاداران مینگ در تایوان، بسیار بیشتر پذیرای تجارت شد و بنابراین حاکمان ژاپن نیاز کمتری به برقراری روابط رسمی با چین احساس می‌کردند.
چالش‌های آزادسازی ساکوکو از درون نخبگان ژاپن در قرن ۱۸ میلادی آغاز شد، اما به جایی نرسید. بعدها، سیاست ساکوکو ضامن اصلی در برابر تخلیه کامل منابع معدنی ژاپن - مانند نقره و مس - به جهان خارج بود. با این حال، در حالی که صادرات نقره از طریق ناگازاکی توسط شوگون‌سالاری کنترل می‌شد تا جایی که تمام صادرات متوقف شد، صادرات نقره از طریق کره در مقادیر نسبتاً بالایی ادامه یافت.
روشی که ژاپن در این دوره با فناوری غربی آشنا شد، مطالعه متون پزشکی و سایر متون در زبان هلندی بود که از طریق دجیما به دست آمد. این در اواخر قرن ۱۸ به یک مزرعه شکوفا تبدیل شد که به رانگاکو (مطالعات هلندی) معروف بود. پس از باز شدن کشور و سقوط سیاست ساکوکو منسوخ شد. پس از آن، بسیاری از دانشجویان ژاپنی (به عنوان مثال، کیکوچی دایروکو) برای تحصیل به کشورهای خارجی فرستاده شدند، و بسیاری از کارمندان خارجی در ژاپن استخدام شدند (ببینید مشاوران خارجی دولت میجی در ژاپن).
خط‌مشی‌های مرتبط با ساکوکو در پاسخ به درخواست‌های مطرح شده توسط متیو سی. پری در سال ۱۸۵۴م. در عهدنامه کاناگاوا پایان یافت.

## پایان سیاست ساکوکو
در ژوئیه سال ۱۸۵۳، دریادار متیو پری با چهار کشتی جنگی وارد خلیج ادو شد و نظام سیاسی شوگون‌ها را دچار آشفتگی کرد. ناخدا پری آماده بود تا در صورت شکست مذاکرات دست به اقدام نظامی بزند. ژاپنی‌ها مجبور شدند که به او اجازه ورود به ساحل داده و نامه رئیس‌جمهور آمریکا را که حاوی دستورهایی برای امضای یک معادله تجاری بود وصول کنند. پری به چین رفت و در بازگشت پاسخ مطلوب خود را از شوگون‌سالاران توکوگاوا دریافت کرد. به این صورت عهدنامه کاناگاوا امضا شد و راه برای گسترش ارتباط سیاسی و اقتصادی ژاپن با دیگر کشورها هموار گردید.

## اصطلاحات
تجارت در دوره sakoku رونق داشت و اگرچه روابط و تجارت به بندرهای خاصی محدود شده بود، اما کشور به هیچ وجه بسته نبود. حتی زمانی که شوگون‌سالاری پرتغالی‌ها را اخراج کرد، آنها همزمان با نمایندگان هلندی و کره‌ای وارد بحث شدند تا اطمینان حاصل کنند که حجم کلی تجارت آسیب نبیند.
بنابراین، در دهه‌های اخیر، در تحقیقات به‌طور فزاینده‌ای رایج شده است که به سیاست روابط خارجی این دوره نه به عنوان sakoku، که به معنای یک کشور کاملاً منزوی، انزواطلبی و "بسته" است، بلکه با اصطلاح kaikin (海禁?, "ممنوعیت‌های دریایی")
 که در اسناد آن زمان استفاده می‌شد و از مفهوم مشابه چینی هایجین گرفته شده است، اشاره شود.

## تاریخ

### تجارت در طول دوره

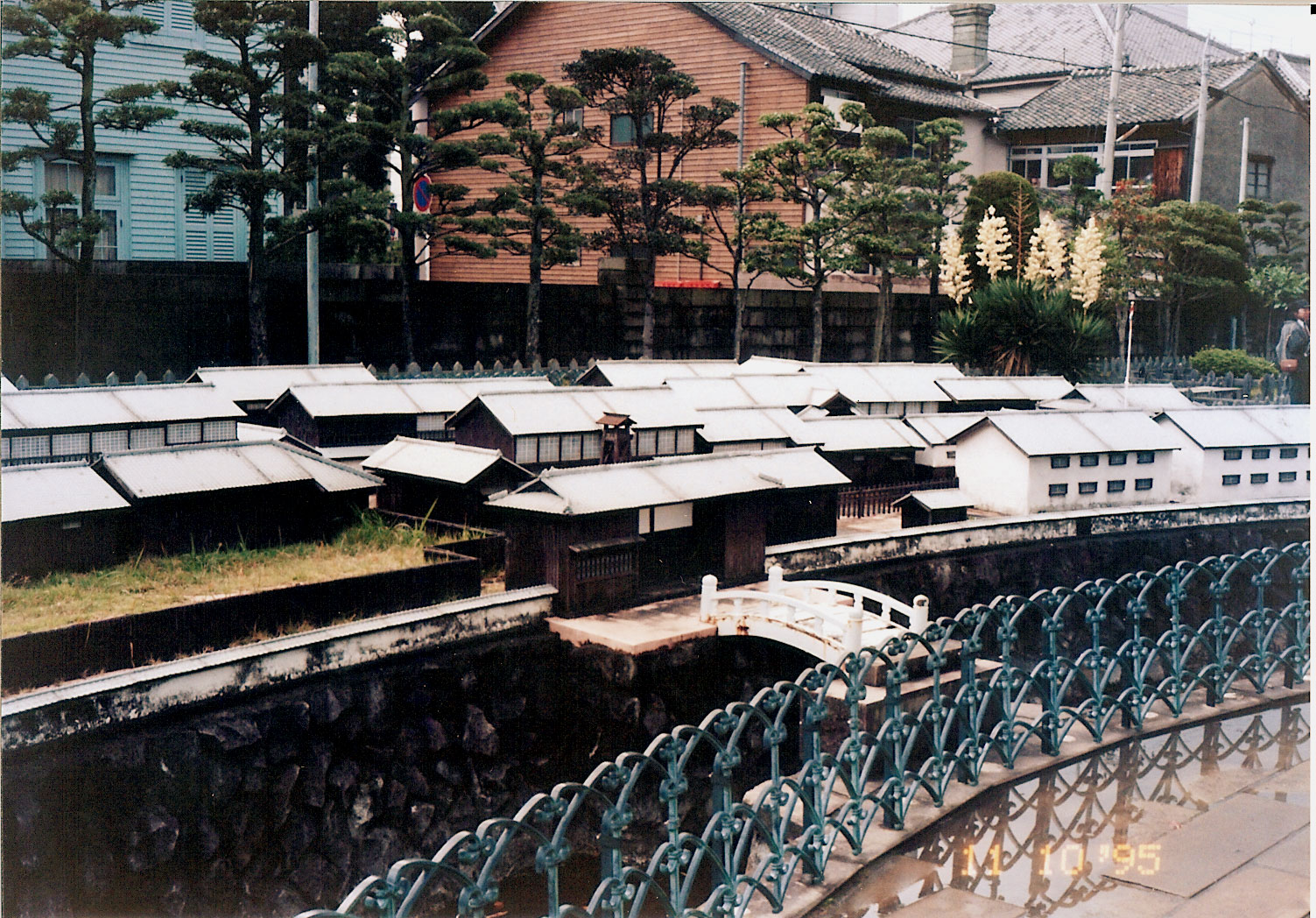
مدلی از پست تجاری هلند در دجیما جزیره

در طول دوره sakoku، ژاپن با پنج واحد تجاری از طریق چهار «دروازه» معامله کرد. بزرگ‌ترین تجارت خصوصی چین در ناکازاکی بود (که همچنین با پادشاهی ریوکیو معامله می‌کرد)، جایی که کمپانی هند شرقی هلند نیز مجاز به فعالیت بود. دامنه خاندان ماتسومائه در هوکایدو (در آن زمان ازو نامیده می‌شد) با قوم آینو (ژاپن) معامله می‌شد. از طریق خاندان سو daimyō تسوشیما، روابطی با پادشاهی چوسان-سلسله کره وجود داشت. ریوکیو، پادشاهی نیمه مستقل تقریباً در تمام دوره ادو، تحت کنترل خاندان شیمازو daimyō از قلمرو ساتسوما بود.
تاشیرو کازوی نشان داده است که تجارت بین ژاپن و این نهادها به دو نوع تقسیم می‌شد: گروه الف که او چین و هلند را در آن قرار می‌دهد، «که روابطشان تحت صلاحیت مستقیم شوگون در ناگازاکی قرار داشت» و گروه ب، که توسط پادشاهی کره و پادشاهی ریوکیو نمایندگی می‌شد، «که به ترتیب با قلمروهای تسوشیما (خاندان سو) و ساتسوما (خاندان شیمازو) سروکار داشتند».
بسیاری از اقلامی که از ژاپن به کره و پادشاهی ریوکیو تجارت می‌شدند، در نهایت به چین ارسال می‌شدند. در جزایر ریوکیو و کره، طوایفی که مسئول تجارت بودند، شهرهای تجاری را در خارج از قلمرو ژاپن ساختند که در واقع تجارت در آنها انجام می‌شد. به دلیل ضرورت رفت و آمد اتباع ژاپنی به این پست‌های تجاری، این امر به نوعی تجارت برون‌مرزی شباهت داشت، به طوری که اتباع ژاپنی مرتباً با بازرگانان خارجی در سرزمین‌های فراسرزمینی در تماس بودند.
تجارت با تاجران چینی و هلندی در ناگازاکی در جزیره‌ای به نام دجیما انجام می‌شد که توسط یک تنگه باریک از شهر جدا می‌شد؛ خارجی‌ها نمی‌توانستند از دجیما وارد ناگازاکی شوند و شهروندان ژاپنی نیز نمی‌توانستند بدون اجازه یا اختیار ویژه وارد دجیما شوند. برای ساکنان جزیره، شرایط دجیما تحقیرآمیز بود؛ پلیس ناگازاکی می‌توانست به دلخواه آنها را مورد آزار و اذیت قرار دهد و در تمام مدت یک نگهبان قوی ژاپنی بر روی پل باریک منتهی به سرزمین اصلی مستقر بود تا از خروج آنها از جزیره جلوگیری کند.

### چالش‌های انزوا
تلاش‌های پراکنده بسیاری برای پایان دادن به انزوای ژاپن توسط قدرت‌های غربی در حال گسترش در طول قرن‌های ۱۷، ۱۸ و ۱۹ انجام شد. کشتی‌های آمریکایی، روسی و فرانسوی همگی تلاش کردند تا با ژاپن وارد رابطه شوند اما رد شدند.
- در سال ۱۶۴۰، پرتغالی‌ها از ماکائوی پرتغال فرستادگانی را برای متقاعد کردن شوگون‌سالاری به لغو اخراج و توقف تجارت اخیر خود فرستادند. آنها دستگیر شدند، کشتی آنها سوزانده شد و ۶۱ عضو هیئت به دستور «باکوفو» در ۴ اوت اعدام شدند.[۱۳]
- در سال ۱۶۴۷، کشتی‌های جنگی پرتغالی تلاش کردند وارد ناگاساکی شوند. ژاپنی‌ها برای متوقف کردن کشتی‌ها، محاصره‌ای با تقریباً ۹۰۰ قایق تشکیل دادند. پس از این رویداد، ژاپنی‌ها امنیت بیشتری را به ناگاساکی اضافه کردند، زیرا ترس از این وجود داشت که سایر کشورها سیاست جدید انزوا را به چالش بکشند و سعی کنند از طریق ناگازاکی وارد شوند.[۱۴]
- در سال ۱۷۳۸، یک اسکادران دریایی سه کشتی روسی به رهبری مارتین اسپانبرگ از جزیره هونشو بازدید کرد. روس‌ها در منطقه‌ای خوش‌منظره که اکنون بخشی از پارک ملی سانریکو فوکو است، پیاده شدند و گزارش رفتار مدنی را ارائه دادند.[۱۵] اسپانبرگ در سال‌های ۱۷۳۹ و ۱۷۴۲ دو سفر دیگر را در آب‌های ژاپن انجام داد و به پیشبرد منافع روسیه در جزایر کوریل کمک کرد.
- در سال ۱۷۷۸، یک تاجر روسی از یاکوتسک به نام پاول لبدف-لاستوچکین به عنوان بخشی از یک سفر اکتشافی کوچک به هوکایدو رسید. او هدایایی تقدیم کرد و مودبانه درخواست تجارت کرد، اما بیهوده بود.[۱۶]
- در سال ۱۷۸۷ ژان-فرانسوا دی گالوپ، کونت دو لاپیروس در آبهای ژاپن دریانوردی کرد. او از جزایر ریوکیو و تنگه سویا بین هوکایدو و ساخالین بازدید کرد و آن را به نام خود نامید.
- در سال ۱۷۹۱، دو کشتی آمریکایی به فرماندهی کاشف آمریکایی جان کندریک—کشتی لیدی واشینگتن،[۱۷] به فرماندهی کاپیتان کندریک، و کشتی «گریس» به فرماندهی کاپیتان ویلیام داگلاس به مدت ۱۱ روز در جزیره کی اوشیما، در جنوب شبه‌جزیره کی توقف کردند.[۱۸] کندریک اولین آمریکایی شناخته‌شده‌ای بود که از ژاپن بازدید کرد. ظاهراً او پرچم آمریکا را در آنجا نصب کرد و ادعای مالکیت جزایر را مطرح کرد، اگرچه تنها یک روایت انگلیسی از این سفر وجود دارد.[۱۹]
- در سال ۱۷۹۲، سوژه روسی آدام لاکسمن از جزیره هوکایدو بازدید کرد.
- از سال ۱۷۹۷ تا ۱۸۰۹، چندین کشتی آمریکایی در ناگاساکی تحت پرچم هلند به درخواست هلندی‌ها که قادر به ارسال کشتی‌های خود به دلیل درگیری با آنها نبودند، تجارت می‌کردند. پادشاهی متحد بریتانیای کبیر و ایرلند در جریان جنگ‌های ناپلئونی:[۲۰] در سال ۱۷۹۷ کاپیتان ایالات متحده ویلیام رابرت استوارت، به سفارش هلندی‌ها از جاکارتا، کشتی «الیزای نیویورک» را با محموله ای از کالاهای تجاری هلندی به ناگاساکی، ژاپن برد. در سال ۱۸۰۳، ویلیام رابرت استوارت با کشتی‌ای به نام «امپراتور ژاپن» (که اسیر شده و به «الیزای نیویورک» تغییر نام داده شده بود) بازگشت، وارد بندر ناگازاکی شد و بیهوده تلاش کرد تا از طریق منطقه محصور هلندی دجیما تجارت کند. جان دربی، کاپیتان آمریکایی دیگر از سیلم، ماساچوست، سوار بر کشتی «مارگارت»، بیهوده تلاش کرد تا ژاپن را به روی تجارت تریاک باز کند.[۲۱]
- در سال ۱۸۰۴، اکسپدیشن روسیه در سراسر جهان به رهبری ناخدا آدام یوهان فون کروسنسترن به ناگاساکی رسید. فرستاده روسیه نیکلای رزنوف درخواست مبادلات تجاری کرد. «باکوفو» این درخواست را رد کرد و کشتی‌ها مجبور شدند در بهار ۱۸۰۵ آنجا را ترک کنند. روس‌ها در طی سه سال بعد به ساخالین و جزایر کوریل حمله کردند و باکوفوها را وادار به ایجاد دفاع در ازو کردند.
- در سال ۱۸۰۸، انگلیسی‌ها ناوچه اچ‌ام‌اس فائتون (۱۷۸۲) که کشتی‌های هلندی را در اقیانوس آرام شکار می‌کردند، پس از اینکه متوجه شدند طعمه‌هایشان قبلاً رفته است، با پرچم هلند به ناگاساکی رفتند. «فایتون» قبل از رسیدن مقام‌های ژاپنی از کیوتو دور شد.
- در سال ۱۸۱۱، ستوان نیروی دریایی روسیه واسیلی گلوونین در جزیره [جزیره کوناشیری] فرود آمد و توسط «باکوفو» دستگیر و به مدت ۲ سال زندانی شد.
- در ۲۴ ژوئن ۱۸۲۴ حادثه اوتسوهاما رخ داد، زمانی که ۱۲ بریتانیایی در ساحل اوتسو (شهر اوتسو امروزی، شهر کیتاایباراکی، ایباراکی، استان ایباراکی) در قلمرو میتو پیاده شدند و پس از بازجویی از آنها، میتو آنها را به کشتی‌هایشان بازگرداند. این یکی از دلایل صدور فرمان دفع کشتی‌های خارجی در سال ۱۸۲۵ بود
- در سال ۱۸۲۵، به دنبال پیشنهاد تاکاهاشی کاگه‌یاسو، حکومت شوگون‌سالای فرمان دفع کشتی‌های خارجی صادر کرد. این شامل دستوری به مقام‌های ساحلی برای دستگیری یا کشتن خارجی‌هایی بود که به ساحل می‌آیند.
- در سال ۱۸۳۰، بریگ «قبرس»، یک کشتی متشکل از محکومان بریتانیایی (مقصد مستعمرات در استرالیا) که با موفقیت علیه اربابان خود شورش کردند و به سمت گوانگ‌ژوو حرکت کردند، وارد ساحل شیکوکو استان توکوشیما شد. شورشیان به شدت با کمبود آب، هیزم و آذوقه مواجه بودند، اما توسط ژاپنی‌ها مورد حمله قرار گرفته و اخراج شدند. این اولین باری بود که یک کشتی از جایی که اکنون آب‌های استرالیا است، به ژاپن سفر می‌کرد.
- همچنین در سال ۱۸۳۰، جزایر اوگاساوارا، که ژاپن ادعای مالکیت آن را داشت اما خالی از سکنه بود، توسط ناتانیل سیوری آمریکایی اسکان داده شد، که در جزیره چیچی‌جیما پیاده شد و اولین مستعمره را در آنجا تشکیل داد.[۲۲]
- در سال ۱۸۳۷، یک تاجر آمریکایی در گوانگ‌ژو به نام حادثه موریسون فرصتی را برای گشایش تجارت دید و تلاش کرد سه ملوان ژاپنی (از جمله اوتوکیچی) را که چند سال قبل در ساحل اورگن غرق شده بودند، به ژاپن بازگرداند. او با «موریسون»، یک کشتی تجاری غیرمسلح آمریکایی، به کانال اوراگا رفت. این کشتی چندین بار مورد اصابت گلوله قرار گرفت و در نهایت بدون موفقیت به ژاپن بازگشت.
- در سال ۱۸۴۲، به دنبال خبر شکست چین در جنگ نخست تریاک و انتقادات داخلی پس از حادثه موریسون، «باکوفو» با تعلیق دستور اعدام خارجی‌ها و تصویب دستور تأمین هیزم و آب به درخواست‌های خارجی برای حق سوخت‌گیری در ژاپن پاسخ مثبت داد.
- در سال ۱۸۴۴، یک اکسپدیشن نیروی دریایی فرانسه به فرماندهی کاپیتان فورنیر-دوپلان در ۲۸ آوریل ۱۸۴۴ از استان اوکیناوا بازدید کرد. تجارت ممنوع شد، اما پدر فورکاد با مترجم باقی ماند.
- در سال ۱۸۴۵، کشتی شکار نهنگ «منهتن ۲۲ ملوان کشتی غرق شده ژاپنی را نجات داد. کاپیتان مرکاتور کوپر اجازه ورود به خلیج ادو را یافت، جایی که چهار روز در آنجا ماند و با فرماندار ادو و چندین افسر ارشد نماینده امپراتور ژاپن ملاقات کرد. به آنها چندین هدیه داده شد و اجازه داده شد بدون مزاحمت آنجا را ترک کنند، اما به آنها گفته شد که دیگر هرگز بازنگردند.
- در ۲۰ ژوئیه ۱۸۴۶، فرمانده جیمز بیدل، که توسط حکومت آمریکا برای گشایش تجارت فرستاده شده بود، با دو کشتی، از جمله یک کشتی جنگی مسلح به ۷۲ توپ، در خلیج توکیو لنگر انداخت، اما درخواست‌های او برای توافق تجاری بی‌نتیجه ماند.
- در ۲۴ ژوئیه ۱۸۴۶، دریاسالار سسیل فرانسوی به ناگاساکی رسید، اما در مذاکرات خود شکست خورد و از پیاده شدن او جلوگیری شد. او با دو کشیش که زبان ژاپنی را آموخته بودند، همراه بود.[۲۳]
- در سال ۱۸۴۸، رونالد مکدونالد از مردم چینوک (اسکاتلندی) وانمود کرد که در جزیره جزیره ریشیری کشتی‌شان غرق شده تا به ژاپن دسترسی پیدا کند. او به ناگاساکی فرستاده شد، جایی که ۱۰ ماه در آنجا ماند و اولین معلم انگلیسی در ژاپن شد. پس از بازگشت به آمریکا، مک‌دونالد بیانیه‌ای کتبی به کنگره ایالات متحده آمریکا ارائه داد و توضیح داد که جامعه ژاپن به خوبی تحت نظارت است و مردم ژاپن رفتار خوبی دارند و از بالاترین استاندارد برخوردارند.
- همچنین در سال ۱۸۴۸، کاپیتان جیمز گلین به ناگاساکی سفر کرد و در نهایت به اولین مذاکره موفقیت‌آمیز یک آمریکایی با ژاپن «کشور بسته» منجر شد. جیمز گلین به کنگره ایالات متحده آمریکا توصیه کرد که مذاکرات برای گشودن ژاپن باید با نمایش قدرت پشتیبانی شود و بدین ترتیب راه را برای سفر اکتشافی پری هموار کرد.
- در سال ۱۸۴۹، نیروی دریایی پادشاهی بریتانیا اچ‌ام‌اس مارینر برای انجام یک نظرسنجی توپوگرافی وارد بندر اوراگا شد. در آن کشتی، غریق ژاپنی اوتوکیچی حضور داشت که به عنوان مترجم عمل می‌کرد. او برای جلوگیری از مشکل با مقام‌های ژاپنی، خود را به شکل چینی درآورد و گفت که ژاپنی را از پدرش که گفته می‌شود تاجری با ناگاساکی کار می‌کرده، آموخته است.
- در سال ۱۸۵۳، سفارت روسیه یفیمی پوتیاتین وارد ناگاساکی شد (۱۲ اوت ۱۸۵۳). سفارت یک موتور بخار را به نمایش گذاشت که منجر به اولین تلاش‌های ثبت شده برای ساخت موتور بخار در ژاپن توسط تاناکا هیساشیگ شد.

این تلاش‌های تا حد زیادی ناموفق تا ۸ ژوئیه ۱۸۵۳، زمانی که متیو سی. پری از نیروی دریایی ایالات متحده آمریکا با چهار کشتی جنگی:یواس‌اس میسیسیپی (۱۸۴۱), یواس‌اس پلیموث (۱۸۴۴), یواس‌اس ساراتوگا (۱۸۴۲) و یواس‌اس ساسکوهنا (۱۸۵۰) در ادو (توکیو) و قدرت تهدیدآمیز توپ پیخانس کشتی‌هایش را به نمایش گذاشت. او خواستار باز شدن ژاپن برای تجارت با ایالات متحده شد. این کشتی‌ها به kurofune، کشتی سیاه معروف شدند.

### پایان انزواگرایی

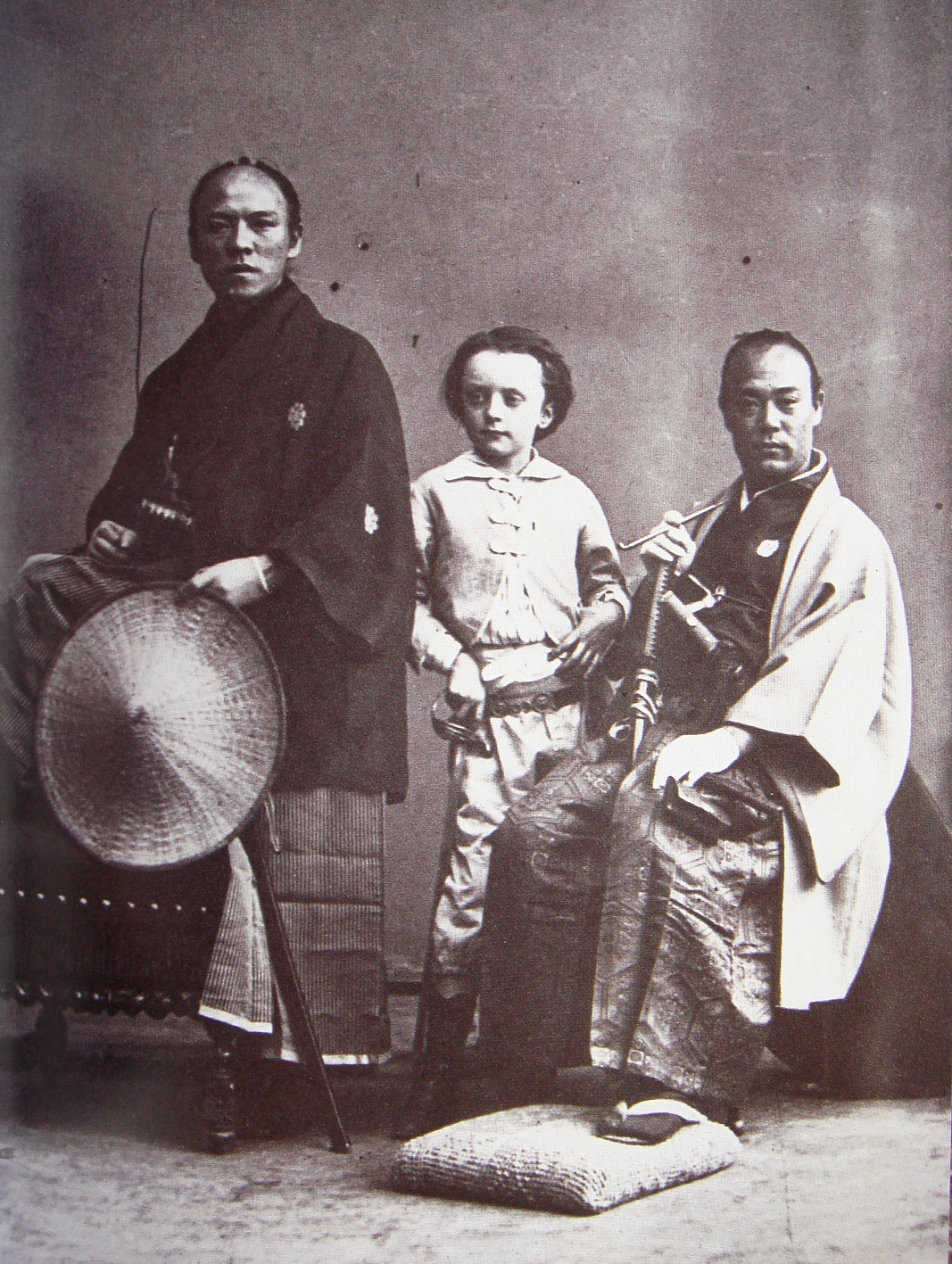
پسر نادار، عکس گرفته شده با اعضای دومین سفارت ژاپن در اروپا در سال ۱۸۶۳. عکس توسط نادار گرفته شده است.

سال بعد، در عهدنامه کاناگاوا (۳۱ مارس ۱۸۵۴)، پری با هشت کشتی بازگشت و شوگون را مجبور به امضای «عهدنامه کاناگاوا» کرد و روابط دیپلماتیک رسمی بین ژاپن و ایالات متحده برقرار شد. بریتانیا عهدنامه دوستی آنگلو-ژاپن را در پایان سال ۱۸۵۴ امضا کردند.
بین سال‌های ۱۸۵۲ و ۱۸۵۵، دریاسالار یفیمی پوتیاتین از [نیروی دریایی روسیه] تلاش‌های متعددی برای به دست آوردن شرایط تجاری مطلوب از شوگون برای روسیه انجام داد. در ژوئن ۱۸۵۳، او نامه‌ای از وزیر امور خارجه کارل نسلرود به خلیج ناکازاکی آورد و یک موتور بخار را به تاناکا هیساشیگ نشان داد، احتمالاً اولین موتوری که در ژاپن دیده شده است. تلاش‌های او با امضای عهدنامه شیمودا در فوریه ۱۸۵۵ به اوج رسید.
در عرض پنج سال، ژاپن معاهدات مشابهی را با سایر کشورهای غربی امضا کرد. عهدنامه دوستی و تجارت بین ایالات متحده آمریکا و ژاپن در ۲۹ ژوئیه ۱۸۵۸ با ایالات متحده امضا شد. این «قراردادهای آنسی» به‌طور گسترده توسط روشنفکران ژاپنی به عنوان نابرابر تلقی می‌شد، که از طریق دیپلماسی قایق‌های توپدار به ژاپن تحمیل شده بود، و به عنوان نشانه‌ای از تمایل غرب برای ادغام ژاپن در امپریالیسم که قاره را در دست گرفته بود، در نظر گرفته می‌شد. در میان سایر اقدامات، آنها به کشورهای غربی کنترل بی‌چون و چرای تعرفه‌های واردات و حق فراسرزمینی را به همه اتباع بازدیدکننده خود دادند. این امر تا آغاز قرن بیستم به عنوان یک نقطه اختلاف در روابط ژاپن با غرب باقی ماند.

## سیاست‌های مشابه
چین تحت سلسله‌های دودمان مینگ و دودمان چینگ و همچنین پادشاهی چوسان سیاست‌های انزواطلبی را قبل از ژاپن اجرا کرده بود، که با اجرای «هایجین» از سال ۱۳۷۱ توسط مینگ آغاز شد. غیر از مسیحیت در ژاپن مطالعه شود. چین در پی شکست خود در پیمان نانجینگ و در معاهدات بعدی مجبور به گشایش در پیمان نانجینگ شد. چوسان که به عنوان یک پادشاهی گوشه‌نشین شهرت داشت، توسط ژاپن در پیمان ۱۸۷۶ ژاپن و کره از انزواطلبی خارج شد و از دیپلماسی قایق‌های توپ‌دار استفاده کرد که توسط ایالات متحده برای وادار کردن ژاپن به گشایش استفاده شده بود.
پاراگوئه تحت حکومت دیکتاتور خوزه گاسپار رودریگز د فرانسیا در ۱۸۱۴–۱۸۴۰ نیز سیاست انزواطلبی مشابهی داشت. این امر، هرچند به تدریج، در زمان دولت‌های کارلوس آنتونیو لوپز و فرانسیسکو سولانو لوپز پایان یافت.
چندین هیئت توسط «باکوفو» به خارج از کشور اعزام شدند تا در مورد تمدن غرب بیاموزند، معاهدات را اصلاح کنند و بازگشایی شهرها و بندرها به روی تجارت خارجی را به تأخیر بیندازند.
یک هیئت اعزامی ژاپن به ایالات متحده آمریکا در سال ۱۸۶۰ در کشتی کشتی جنگی ژاپنی کارین مارو ارسال شد.
در سال ۱۸۶۱ حادثه تسوشیما ناوگان روسی تلاش کرد بندری را که به‌طور رسمی برای تجارت خارجی با کشورهای خارجی باز نشده بود، به زور باز کند، اما با کمک انگلیسی‌ها دفع شد.
نخستین هیئت اعزامی ژاپن به اروپا (۱۸۶۲) در سال ۱۸۶۲ فرستاده شد، و دومین هیئت اعزامی ژاپن به اروپا (۱۸۶۳) در سال ۱۸۶۳. ژاپن نیز هیئت فرستاد و شرکت کرد در نمایشگاه جهانی (۱۸۶۷) در پاریس.
مأموریت‌های دیگر، متمایز از مأموریت‌های شوگون‌سالاری، مانند پنج چوشو و مأموریت‌های فیف قلمرو ساتسوما نیز به اروپا فرستاده شدند.